# Anoplius illinoensis
Anoplius illinoensis är en stekelart som först beskrevs av Robertson.  Anoplius illinoensis ingår i släktet Anoplius och familjen vägsteklar. Inga underarter finns listade i Catalogue of Life.